# Топчино (Закарпатская область)
Топчино (укр. Топчино) — село в Солотвинской поселковой общине Тячевского района Закарпатской области Украины.
Население по переписи 2001 года составляло 2238 человек. Почтовый индекс — 90573. Телефонный код — 3134. Занимает площадь 0,095 км². Код КОАТУУ — 2124487501.